# Dinastia Musha'sa'
I Mushaʿshaʿ o Moshaʿshaʿiyya' (in arabo  المشعشعية‎?) fu una dinastia araba sciita del Khuzestan con il suo centro nella città di Hoveyzeh.
Nacque come agglomerato di piccole tribù sotto il sovrano Muhammad ibn Falah e fu conquistato nel 1508 dallo Scià safavide Ismāʿīl I. In seguito, i Mushaʿshaʿ servirono come vassalli i sovrani persiani per i secoli successivi.

## Storia
I Mushaʿshaʿ furono fondati e governati da Mohammed Ibn Falah, un teologo di origine irachena che si riteneva il rappresentante terreno di ʿAlī e del Mahdi. Dalla metà del XV secolo fino al XIX secolo, i Mushaʿshaʿ arrivarono a dominare gran parte del Khuzestan occidentale.
A partire dal 1436, Ibn Falāḥ fece diffondere il credo islamico tra le tribù arabe di minor rilievo lungo l'attuale confine tra Iraq e Iran, convertendo nuovi fedeli nel tentativo di forgiare una forte alleanza tribale. Nel 1441 riuscirono ad espugnare la città di Hoveyzeh nel Khuzestan e nei dieci anni successivi i Mushaʿshaʿ consolidarono la loro influenza nell'area intorno alla città e al Tigri. Queste prime ambizioni militari furono alimentate dalla zelante teologia millenaristica di Muḥammad ibn Falah, che continuò a influenzare significativamente le successive campagne militari dei Mushaʿshaʿ' decenni dopo la sua morte.
I successori di Ibn Falāḥ furono in continuo conflitto con i governanti safavidi e con le tribù arabe iraniche, finché non furono sconfitti dai Safavidi nel 1508.